# Sven Tito Achen
Sven Tito Achen (29. juli 1922 i Buenos Aires, Argentina – 14. november 1986) var en dansk forfatter og heraldiker, medstifter af Heraldisk Selskab og Heraldisk Tidsskrifts første redaktør. Han blev student fra Herlufsholm 1940, arbejdede på Politikens Forlag 1944-1953. Han blev landskendt ved i 1956 at vinde hovedgevinsten på 10.000 kr i emnet heraldik i programmet Kvit eller dobbelt i dansk TV.
Han var redaktør på Grimbergs Verdenshistorie 1958-1961, og medredaktør på Bibelen i kulturhistorisk lys (9 bind) 1968-1971.